# Thieux (Sekwana i Marna)
Thieux – miejscowość i gmina we Francji, w regionie Île-de-France, w departamencie Sekwana i Marna.
Według danych na rok 1990 gminę zamieszkiwało 581 osób, a gęstość zaludnienia wynosiła 48 osób/km² (wśród 1287 gmin regionu Île-de-France Thieux plasuje się na 768. miejscu pod względem liczby ludności, natomiast pod względem powierzchni na miejscu 277.).